# Im Westen nichts Neues
Im Westen nichts Neues (Brasil: Nada de Novo no Front / Portugal: A Oeste Nada de Novo) é um romance do escritor alemão Erich Maria Remarque, um veterano da Primeira Guerra Mundial, sobre os horrores daquela guerra e também a profunda indiferença da vida civil alemã sentida por muitos homens que retornavam das frentes de batalha.
O livro foi primeiro publicado na Alemanha em janeiro de 1929 e vendeu um milhão de cópias em menos de um ano na Alemanha, e mais outro milhão no exterior. Em 1930, foi adaptado para o cinema por Lewis Milestone com o título de All Quiet on the Western Front, vencendo o Oscar daquele ano.

## Resumo
A prosa narra as experiências de Paul Bäumer: um soldado que se alistou nas Forças Armadas germânicas pouco depois do início da Primeira Guerra Mundial. Ele chegou à frente de combate do oeste com os seus amigos (Tjaden, Müller, entre outras personagens) e conheceu Stanislaus Katczinsky, conhecido por Kat. Este tornou-se desde logo mentor de Paul e deu-lhe os ensinamentos sobre o quotidiano da guerra. Paul e Kat rapidamente se tornaram quase irmãos.
Paul e os camaradas tinham que resistir a bombardeamentos constantes. Passados uns tempos, ele concluiu que a guerra não tinha lógica nenhuma. Todos os seus amigos diziam que estavam a lutar por algumas pessoas que nunca conheceram e que provavelmente nunca conheceriam: ministros, generais e classes altas, e esses eram os únicos que ganhavam alguma coisa com a guerra, não eles.
A obra foca-se em histórias de bravura, tal como muitas outras, mas esta dá uma visão mais realista das dificuldades que os soldados viviam. A monotonia, o fogo de artilharia constante, a ânsia de encontrar comida e a linha ténue existente entre a vida e a morte são aspectos descritos em detalhe.
Paul recebeu uma classificação de reserva temporária, e por isso voltou temporariamente a casa. Aí ele não conseguiu entender os civis. Enquanto que os soldados da frente de combate não desejavam mais nada para além do fim da guerra, sabendo que a estavam a perder, as pessoas em casa imaginavam a marcha triunfal em Paris. Paul também era indiferente ao nome das batalhas. Essas nem tinham nome, apenas representavam mais uma oportunidade para o matarem. Para ele, as batalhas serviam apenas para conquistar pequenos e inúteis pedaços de terra, nada mais.

## Adaptações cinematográficas
O filme All Quiet on the Western Front (bra: Sem Novidade no Front; prt: A Oeste Nada de Novo), de 1930, é baseado no romance. O filme é estrelado por Louis Wolheim, Lew Ayres, John Wray, Arnold Lucy e Ben Alexander e foi produzido pelos estúdios Universal. Foi indicado ao Oscar daquele ano (a terceira edição) em quatro categorias: Melhor filme, Melhor Diretor (para Lewis Mileston), Melhor Roteiro Adaptado e Melhor Fotografia, vencendo as duas primeiras categorias citadas.

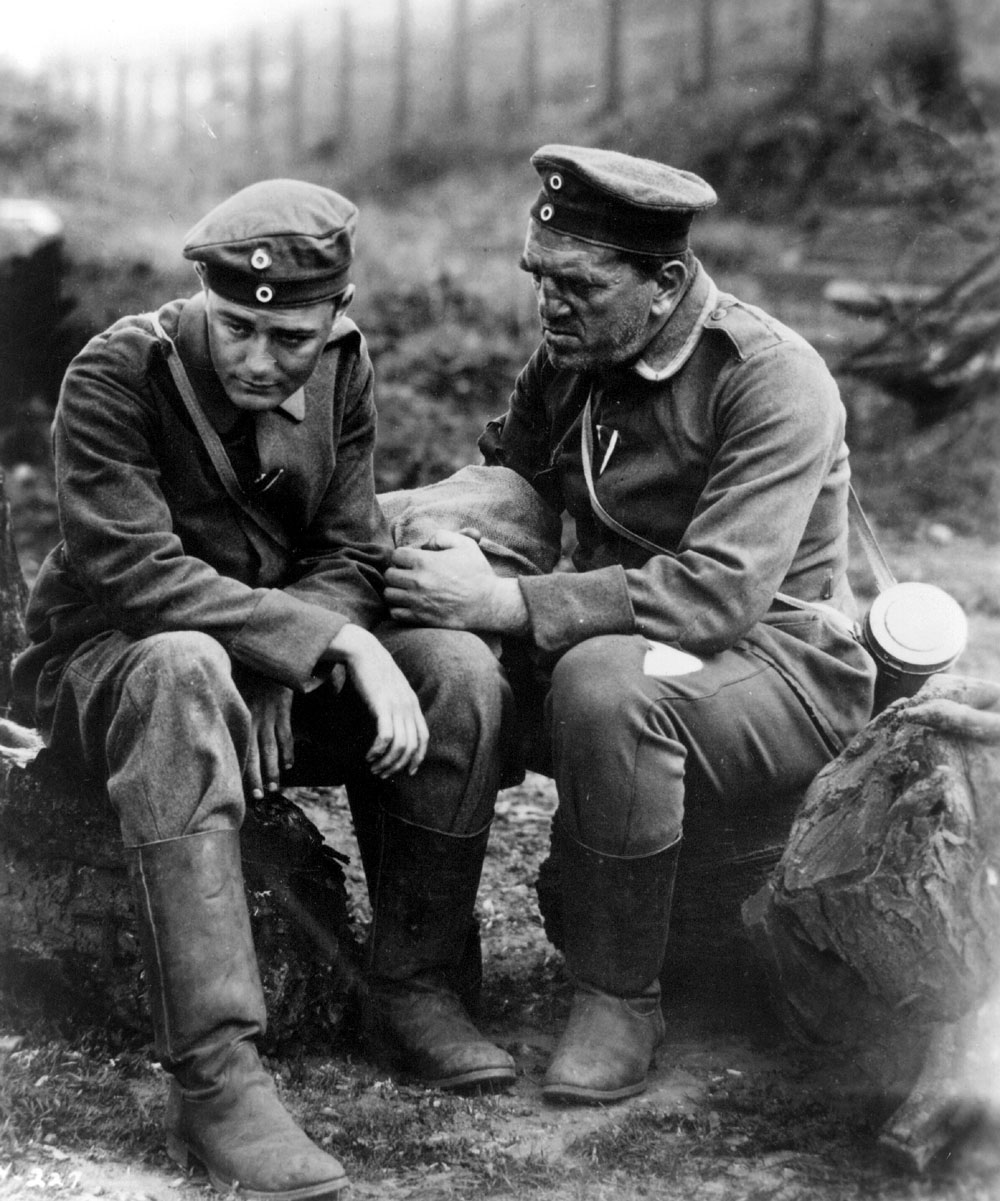
Lew Ayres e Louis Wolheim no filme de 1930

Um remake do filme de 1930 foi produzido pela CBS em 1979. Filmado na Checoslováquia, o filme foi produzido por Delbert Mann e estrelava Richard Thomas (da série "Os Waltons") como Paul Bäumer e Ernest Borgnine como Kat.
Um novo filme baseado no romance foi lançado em 2022, entitulado All Quiet On The Western Front (bra: Nada De Novo No Front). É a primeira adaptação cinematográfica utilizando a língua alemã. Dirigido e escrito por Edward Berger, o filme é estrelado pelos atores Felix Kammerer (como Paul Bäumer), Albrecht Schuch (como Stanislaus "Kat" Katczinsky) e Daniel Brühl (como Matthias Erzberger). O filme debutou no 47º Festival Internacional de Cinema de Toronto no dia 12 de setembro de 2022. Será exibido em salas de cinema a partir de 14 de outubro de 2022, e lançado na plataforma de streaming Netflix no dia 28 de outubro do mesmo ano.